# Ittigihal, Siruguppa
Ittigihal là một làng thuộc tehsil Siruguppa, huyện Bellary, bang Karnataka, Ấn Độ.